# Вельовесь (Вармінсько-Мазурське воєводство)
Вельовесь (пол. Wielowieś) — село в Польщі, у гміні Залево Ілавського повіту Вармінсько-Мазурського воєводства.
Населення — 164 особи (2021).
У 1975-1998 роках село належало до Ольштинського воєводства.

## Демографія
Демографічна структура станом на 2021 рік:
|          | Загалом | Допрацездатний вік | Працездатний вік | Постпрацездатний вік |
| -------- | ------- | ------------------ | ---------------- | -------------------- |
| Чоловіки | 81      | 17                 | 53               | 11                   |
| Жінки    | 83      | 7                  | 60               | 16                   |
| Разом    | 164     | 24                 | 113              | 27                   |